# 鑽石淨度
鑽石淨度為鑽石視覺上的潔淨程度，為鑽石4C標準之一。影響其等級的瑕疵分為二者，內部的瑕疵稱為內含物（英語：inclusion ），表面的缺陷稱為表面瑕疵（英語：blemish ）。評鑑鑽石淨度的準則，包括了上述瑕疵的數量、大小、種類、位置、明顯度等對鑽石整體外觀的影響程度。鑽石淨度的評級必須在十倍放大鏡（Triplet lens）檢視下進行。
內含物可能為包覆在鑽石內的其他礦物晶體，或者本生的晶體缺陷呈現霧狀白色。而大部分的鑽石都含有極細微的內含物，不影響鑽石本身的美感，也無法由肉眼觀察。但較大的內含物會阻礙光線在鑽石內穿透，影響鑽石的閃耀程度。靠近或延伸至表面的裂紋有可能受應力而加長增深，甚至崩裂。
淨度等級越高，鑽石的價格也就隨之增高。此外，內含物記載鑽石形成時的地質環境，並可作為分辨真偽、天然或合成鑽石的依據。

## 內含物及表面瑕疵
內含物又稱為內部特徵，表面瑕疵又稱為表面特徵，乃因珠寶產業避免使用負面詞語，且每一顆鑽石都有屬於自己獨一無二的特徵。

### 內含物
- 瘀痕 Bruise : 伴隨有根狀羽裂紋的撞擊區域，由側刻面觀察，瘀痕呈現向內部放射的棉絮構造。
- 洞痕 Cavity : 觸及鑽石表面的晶體掉落或在切磨過程中所留下的坑洞。
- 缺口 Chip : 鑽石表面上的淺開口，通常為圓弧狀，特指在鑽石切磨完成後才發生的損傷。
- 雲狀物 Cloud : 由許多緊聚的針點組成，聚集一起時呈霧白或灰狀，或似一團白色粉末。過大且濃的雲狀物會降低鑽石的透明度，進而影響亮光及美感。
- 羽裂紋 Feather : 泛指鑽石內的任何破裂紋。
- 含晶  Included crystal : 包裹在鑽石內部的礦物晶體。
- 內凹天然面 Indented natural : 鑽石原礦的表皮上可能有三角形或平行凹槽的生長印記，在加工後未去除而陷於刻面之下。
- 內部孿晶紋 Internal graining : 鑽石晶體生長不規則所產生，其外貌可為多條平行直線、歪斜線或波浪曲線。
- 晶結 Knot :內部延伸至表面刻面的鑽石晶體。晶結和宿主鑽石成長方向不同，會造成拋磨加工的困難。
- 針狀物 Needle : 鑽石內部所含的細長晶體。針狀物可能為白色或暗色。
- 針點 pinpoint : 為很小的晶體，10倍放大下看似小點，針點通常為白色，但偶也呈黑色。
- 雷射洞 Laser drill hole : 改善鑽石深色內含物外觀的一種處理痕跡。使用雷射光束，由鑽石表面鑽孔至內含物，若內含物未被雷射光破壞，則會沿者雷射造成的細小孔洞注入酸液，將深色內含物加以漂白，以改善鑽石的視覺淨度。

### 表面瑕疵
- 磨損痕 Abrasion : 是刻面稜線上一系列極細微的小缺口，稜線呈現白霧狀。磨損痕多因不細心地安置多項珠寶，致使其相互磨擦所成。
- 刮痕 Scratch : 表面細小白霧線，可為直線或曲線。
- 小缺口 Nick : 小型不具明顯深度開口，通常出現在腰邊或刻面稜線上。小缺口比缺口更小、更淺。
- 拋光線 Polish line : 拋光後所留下輕微的平行紋路，白色或透明。發生於任何刻面，但不會越過稜線。
- 白點 Pit : 似小白點的細小開口。
- 蜥蜴皮 Lizard skin : 已切磨的鑽石刻面上如波浪或漣漪狀連續凸起區域。
- 天然面 Natural : 鑽石原石部份的表皮未去除而保留在成品上。
- 額外刻面 Extra facet : 不再鑽石的原始刻面設計中，多磨出來的小刻面。通常是因為試圖磨掉某一表面特徵，或是切磨過程的小誤失。
- 粗糙腰圍 Rough girdle : 不規則滿佈小凹坑或粒狀的腰圍表面。
- 表面攣晶紋 Surface graining : 已磨鑽石表面上一道或多道透明線，鑽石晶體結構不規則所產生。表面孿晶紋與內部孿晶紋具關聯性，並可能同時出現。

## 分級

### 美國寶石學院 (GIA)

#### GIA鑽石淨度級別
| 類型 | 無瑕級 | 內部無瑕級 | 極輕微瑕級 | 極輕微瑕級 | 輕微內含級 | 輕微內含級 | 微內含級 | 微內含級 | 內含級 | 內含級 | 內含級 |
| 等級 | FL     | IF         | VVS1       | VVS2       | VS1        | VS2        | SI1      | SI2      | I1     | I2     | I3     |

GIA鑽石淨度標準，分為6個類型，11個等級
，如下:
- 無瑕級 (FL) 在10倍放大鏡下觀察，鑽石沒有任何內含物或表面瑕疵
- 內無瑕級 (IF) 在10倍放大鏡下觀察，鑽石內部沒有任何內含物，而表面有微不足道的瑕疵，可藉由磨光去除。
- 極輕微內含級  (VVS) 在10倍放大鏡下觀察，鑽石內部有極微細的瑕疵，即使是專業鑑定師也很難看到。
- 輕微內含級  (VS) 在10倍放大鏡下觀察，鑽石的瑕疵可見，但非常微小。
- 微內含級 (SI) 在10倍放大鏡下觀察，鑽石有清晰可見的瑕疵。
- 內含級 (I) 瑕疵在10倍放大鏡觀察下非常明顯，肉眼觀察亦可看見，並且影響了鑽石的堅固度或透明度和閃亮度。

##### GIA鑽石淨度評級流程
GIA實驗室配有珠寶顯微鏡，具備無段變焦功能、暗場照明、頭照燈等等功能。觀察鑽石內部應使用暗場照明，只允許反射光進入顯微鏡光學系統，遮蔽直射光，使背景黑暗，以利觀察。
評級前應先徹底清潔過，鑑定師以鑷子夾住鑽石腰圍，檢查桌面及底尖，然後再以鑷子夾住桌面及底尖，檢查側面。每當一刻面檢察完畢，即調整鑽石角度及位置，檢查下一處刻面。
使用暗場照明發現瑕疵後，切換至頭照燈以確定瑕疵的位置在鑽石表面或內部。鑑定師可以用較高的放大倍率確定瑕疵的種類並製圖，但最終檢查仍以十倍倍率放大評估整體外觀。

### 美國寶石協會(AGS)
| GIA | GIA | FL | FL | IF | IF | VVS1 | VVS1 | VVS1 | VVS2 | VVS2 | VVS2 | VS1 | VS1 | VS1 | VS2 | VS2 | VS2 | SI1 | SI1 | SI1 | SI2 | SI2 | SI2 | I1 | I1 | I1 | I2 | I2 | I2 | I3 | I3 | I3 |
| AGS | AGS | 0  | 0  | 0  | 0  | 1    | 1    | 1    | 2    | 2    | 2    | 3   | 3   | 3   | 4   | 4   | 4   | 5   | 5   | 5   | 6   | 6   | 7   | 7  | 8  | 8  | 9  | 9  | 9  | 10 | 10 | 10 |

美國寶石協會以數字0至10劃分鑽石淨度，可大至對應於GIA評級系統。無瑕級與內部無瑕級皆為等級0，但會註記是否有外部瑕疵。極輕微瑕級至輕微內含級分別對應數字1至4，數字5至10細分微內含級及內含級之類型。

### 歐洲寶石學院(EGL)
| GIA       | GIA       | GIA       | GIA       | FL | FL | IF | IF | VVS1 | VVS1 | VVS1 | VVS2 | VVS2 | VVS2 | VS1 | VS1 | VS1 | VS2 | VS2 | VS2 | SI1 | SI1 | SI1 | SI1 | SI1 | SI2 | SI2 | SI2 | SI2 | SI2 | I1  | I1  | I1 | I1 | I1 | I2 | I2 | I2 | I2 | I3 | I3 | I3 | I3 |
| EGL USA   | EGL USA   | EGL USA   | EGL USA   | FL | FL | IF | IF | VVS1 | VVS1 | VVS1 | VVS2 | VVS2 | VVS2 | VS1 | VS1 | VS1 | VS2 | VS2 | VS2 | SI1 | SI1 | SI1 | SI1 | SI2 | SI2 | SI2 | SI2 | SI3 | SI3 | SI3 | SI3 | I1 | I1 | I1 | I2 | I2 | I2 | I2 | I3 | I3 | I3 | I3 |
| EGL India | EGL India | EGL India | EGL India | FL | FL | IF | IF | VVS1 | VVS1 | VVS1 | VVS2 | VVS2 | VVS2 | VS1 | VS1 | VS1 | VS2 | VS2 | VS2 | SI1 | SI1 | SI1 | SI1 | SI2 | SI2 | SI2 | SI2 | SI3 | SI3 | SI3 | SI3 | P1 | P1 | P1 | P2 | P2 | P2 | P2 | P3 | P3 | P3 | P3 |

歐洲寶石學院在SI2及I1之間增添SI3等級，此等級常常被解讀為I1等級中內含物較不易被肉眼察覺者。

## 淨度評級考量因素
淨度評級是由專業評級師在十倍放大鏡下，對鑽石淨度做出整體評估。評級師會找尋鑽石中的內含物，並考量五項因素:數量、大小、種類、位置、明顯度，加以評級。淨度評級會以最醒目的數個瑕疵作為主要判斷因素，次要的瑕疵並不影響等級，但仍會被繪製於鑑定書上。
未鑲嵌的裸鑽才能做出精確的淨度評級，因鑲材會遮掩部分的瑕疵，並阻礙光線照明。

### 大小
通常瑕疵尺寸愈大愈易察覺，愈易察覺則影響等級愈大。

### 數量
一般而言，瑕疵數量愈少，影響等級愈小。

### 位置
瑕疵的位置亦會影響觀察的難易度，在桌面(table)下的內含物最容易被觀察，尤其是位在桌面下靠近亭部(pavilion)處，同一內含物會反射數次同時進入視野，嚴重隱響外觀。相較之下，靠近腰部(girdle)的內含物則不易被觀察，從亭部觀察又比從冠部(crown)觀察容易。
此外，延伸至冠部或腰部的較大羽裂紋、晶結、含晶會嚴重影響淨度評級，乃因上述瑕疵可能因外力撞擊造成羽裂紋更深、晶體掉落。有以上此種風險的鑽石會被評為內含級(I)。

### 種類
瑕疵分為內部及外部，含有外部的'表面瑕疵'，則等級為'內無瑕級'以下；含有內部的'內含物'，等級為'極輕微內含級'以下。部分種類的瑕疵會影響鑽石的堅固，鑽石可能有破損的風險。

### 明顯度
內含物因對比鑽石本體可被觀察，稱為"明顯度"。通常顏色愈深的內含物愈易觀察，而降低淨度評級，例外:黑色針點通常較白色針點不易看見。

## 稀少性
鑽石原礦中約20%可作為珠寶，其餘80%因不夠乾淨而用於工業用途。作為珠寶產品的鑽石大多數含有肉眼可觀察的瑕疵，淨度愈高的鑽石相對愈稀少。在距離約十五公分(近點距離)由肉眼觀察而未能發現瑕疵者，稱為目下無暇(eye-clean)。

## 淨度優化處理
常見的淨度優化處理包含雷射鑽孔處理及裂縫填充處理。
雷射鑽孔處理:從鑽石表面以雷射燒出一個直達內含物的小洞，或者加熱局部區域製造裂隙，再加以酸洗內含雜質。
裂縫填充處理:將折射率近似於鑽石的物質填充至具有裂縫中，使羽裂紋不易觀察。
GIA接受評級經雷射鑽孔處理的鑽石，但不接受評級經裂縫填充處理的鑽石，因雷射鑽孔為不可逆的永久變化，然而加熱會破壞填充物質，經常發生於鑲嵌時使用焊槍。鑽石若經優化處理，販售方應主動告知買家。